# Włodzimierz Zawadzki (oficer)
Włodzimierz Zawadzki ps. „Bartkiewicz” (ur. 16 września lub 18 września 1901 w Mariampolu, zm. 15 stycznia 1955 w Łodzi) – oficer kawalerii Wojska Polskiego, Armii Krajowej i Polskich Sił Zbrojnych, dowódca Zgrupowania „Bartkiewicz” w powstaniu warszawskim, kawaler Orderu Virtuti Militari.

## Życiorys
Syn Tomasza Adama i Heleny z domu Guzewicz. Wychowywał się w Suwałkach, a od 1910 w Warszawie, gdzie do  1914 uczył się w  Gimnazjum gen. Pawła Chrzanowskiego. W okresie 1914 – 1918 przebywał w Petersburgu, gdzie uzyskał maturę w gimnazjum Polskiej Macierzy Szkolnej. Po powrocie do Warszawy w kwietniu 1918 kontynuował naukę w prywatnym gimnazjum Kazimierza Kulwiecia.
Od listopada 1918 służył ochotniczo w Wojsku Polskim. Był żołnierzem 3 szwadronu 3 pułku ułanów. W sierpniu 1919 został urlopowany celem zakończenia nauki i otrzymania świadectwa dojrzałości. W czerwcu 1920 powrócił do pułku. Po zakończeniu  Szkoły Podchorążych Kawalerii w Grudziądzu (sierpień – grudzień 1920), awansował na stopień podporucznika i został skierowany na funkcję dowódcy plutonu w 4 pułku ułanów. Porucznik ze starszeństwem z dniem 1 grudnia 1922. Służba w jednostce przerywana była kursami dokształcającymi. Od grudnia 1923 był p.p. dowódcy szwadronu, zaś od października 1927 był dowódcą szwadronu. Od lipca 1929 pełnił funkcję dowódcy szwadronu szkolnego w tym samym pułku.
Od sierpnia 1931 do 1935 wykładowca, oraz dowódca szwadronu szkolnego w Centrum Wyszkolenia Kawalerii w  Grudziądzu. Awansowany na rotmistrza ze starszeństwem z dniem 1 stycznia 1932. W 1935 został przeniesiony do 24 pułku ułanów w Kraśniku. W marcu 1939 był dowódcą 1. szwadronu. W sierpniu 1939 ponownie został mianowany wykładowcą w Centrum Wyszkolenia Kawalerii w Grudziądzu.
We wrześniu 1939 początkowo był przydzielony do sztabu Armii „Modlin” jako referent remontów. Od 10 września uczestniczył w walkach jako dowódca szwadronu 4 pułku ułanów. Po kapitulacji wraz z oficerami 3 pułku ułanów utworzył organizację „Trzeciaków” (nawiązującą do podobnej tajnej organizacji z okresu 1918 – 1920).
Od marca 1940 w Związku Walki Zbrojnej, pozostając w dyspozycji inspektora Okręgu Warszawskiego. Od stycznia 1941 do 13 lipca 1944 był oficerem organizacyjnym w Obwodzie Śródmieście AK, oraz komendantem szkoły podchorążych Obwodu Śródmieście AK. 11 listopada 1942 został mianowany majorem.
W trakcie powstania warszawskiego, od 1 do 5 sierpnia był oficerem organizacyjnym w komendzie Obwodu Śródmieście, zaś od 5 sierpnia był dowódcą Zgrupowania „Bartkiewicz”. Po wyjściu do niewoli jeniec obozów Bergen-Belsen, Gross-Born i Lubece. Uwolniony 2 maja 1945. Po wyzwoleniu, od czerwca 1945 był szefem sztabu Zgrupowania Oficerskiego byłych jeńców w Henstaedt pod Hamburgiem.
Od stycznia 1946 służył w 1 pułku ułanów krechowieckich oraz w 1 Dywizji Pancernej. Krótko mieszkał w Anglii, następnie powrócił do Polski. Zamieszkał w Łodzi, gdzie zmarł w 1955.

## Ordery i odznaczenia
- Krzyż Srebrny Orderu Wojennego Virtuti Militari – 25 września 1944 za „wyjątkową osobistą odwagę, dobry przykład dla otoczenia i dodatnie wyniki w dowodzeniu”[6] nr 12046[7]
- Krzyż Walecznych[8][9]
- Srebrny Krzyż Zasługi[9]